# Trebula Mutuesca
Trebula Mutuesca o Trebula Mutusca era una città sabina del Lazio antico, nel territorio dell'attuale paese di Monteleone Sabino, a circa 60 km da Roma.

## Etimologia
Probabilmente Trebula deriva dalla parola latina "trabs" ovvero "trave" e per estensione "casupola", "capanna".

## Origini
Plinio cita due città sabine che hanno nome Trebula:
(Plinio, Historia Naturalis, III, 12, 107)
Strabone, forse riferendosi alla prima, cita Trebula senza aggettivi in congiunzione con Eretum. 
Virgilio cita l'abbondanza di olivi del territorio ("oliviferaeque Mutuscae"): caratteristica ancora oggi attestata dal nome della frazione di Oliveto Sabino.
Numerose iscrizioni sono state rinvenute, molte delle quali recano il nome del popolo che vi abitava: Plebs Trebulana, Trebulani Mutuscani e Trebulani Mut..

## Storia

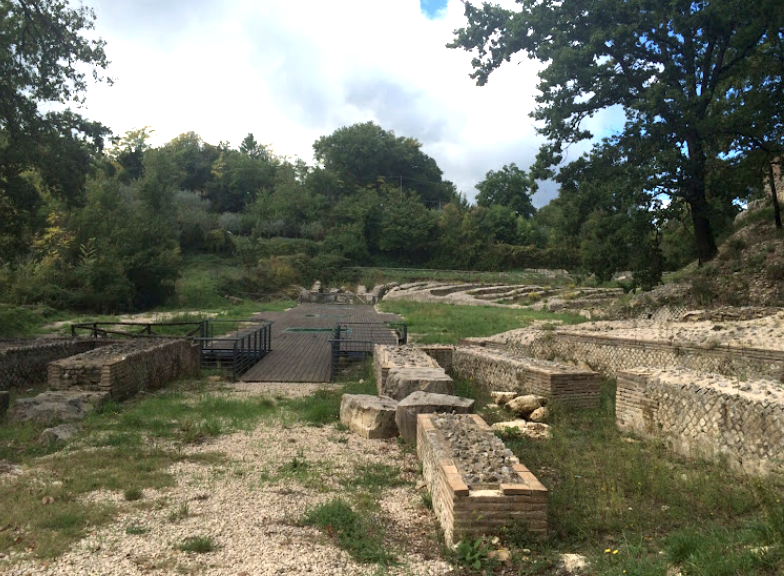
Anfiteatro di Trebula Mutuesca

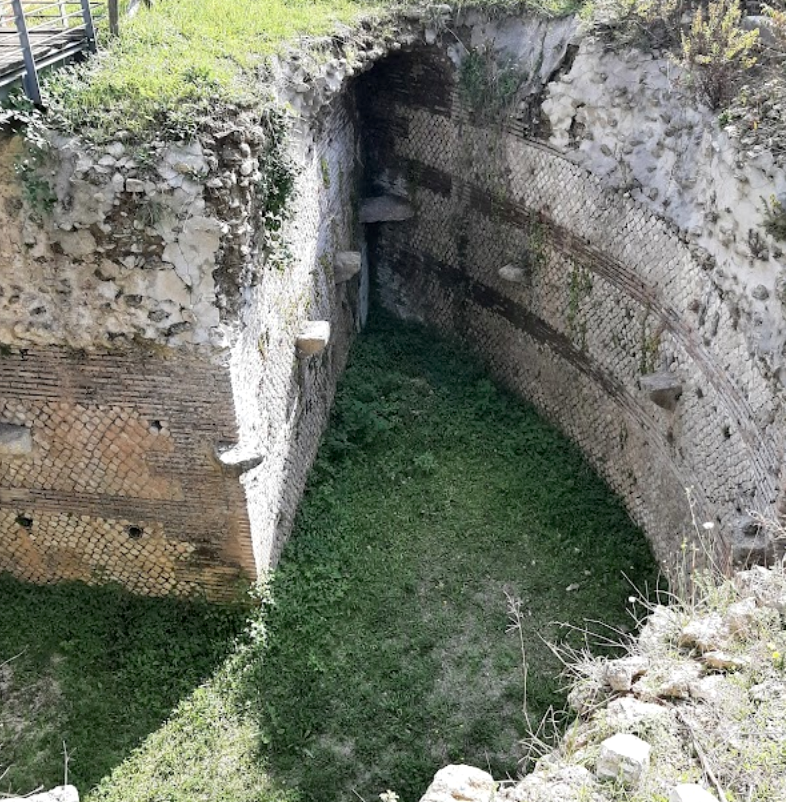
Anfiteatro di Trebula Mutuesca

Nel IV sec. a. C. c'era un santuario della dea Feronia in una località oggi chiamata Pantano.
La regione fu conquistata dai Romani nel 290 a.C. comandati da Manio Curio Dentato.
In età augustea divenne municipium.
Nella prima metà del II sec. furono costruiti importanti edifici pubblici col supporto della potente famiglia dei Brutti Praesentes come l'anfiteatro, le terme e il foro.

## Scavi archeologici
Alcune esplorazioni archeologiche effettuate ad inizio del 2023 hanno permesso di identificare un complesso sistema di approvvigionamento idrico.

## Museo
Il percorso espositivo si sviluppa in cinque sezioni: inquadramento geologico e storico del territorio, con la descrizione delle principali presenze archeologiche dell'ager trebulanus; età preromana, con  riferimento ai santuari e ai materiali del deposito votivo di S. Vittoria. Età romana, ove viene spiegato il passaggio di Trebula da vicus a municipium con esposizione di reperti scultorei sia dei vecchi scavi che di rinvenimenti fortuiti; sezioni epigrafica, dove vengono esposte alcune epigrafi e, di quelle più significative che non possono essere musealizzate, viene proposta la riproduzione fotografica. Santa Vittoria e il complesso catacombale, un excursus sulla chiesa romanica, sulle presenze archeologiche ad essa collegate, e sull'area cimiteriale ad essa connessa.